# Ланской, Павел Сергеевич
Павел Сергеевич Ланской (1757—1832) — русский командир эпохи наполеоновских войн, генерал-майор, впоследствии тайный советник.

## Биография
Сын Сергея Артемьевича Ланского (1711—1785) от его брака с Анной Федоровной Ушаковой (1724—1809). Брат Василия и Степана Ланских. Двоюродный брат фаворита императрицы Екатерины II — генерал-адъютанта А. Д. Ланского. Получил домашнее воспитание.
30 августа 1768 года был зачислен солдатом в лейб-гвардии Семёновский полк, в 1777 году переведён в лейб-гвардии Преображенский полк. В 1779 году был командирован в Херсон, для выбора из армейских полков солдат в Преображенский полк. В 1781 году был отправлен курьером в Голландию и Англию, а затем в Вену; 2 января 1783 года произведен в прапорщики. 
Участвовал в русско-шведской (1789—1790) и русско-турецкой (1787—1791) войнах, а также в польских событиях 1794 года. 19 ноября 1796 году Ланской получил чин полковника. 27 января 1798 года вышел в отставку с чином статского советника. 5 апреля 1801 года был назначен членом Военной коллегии, с производством в генерал-майоры. Во время войны четвёртой коалиции занимался устройством временных госпиталей, а затем — разменом пленных. При новом образовании военного министерства в 1812 году Ланской поступил членом в комитет для окончания текущих дел военной коллегии. 
Во время Отечественной войны 1812 года, он в ноябре месяце был командирован в Полоцк и другие близлежащие места, для осмотра раненых и больных нижних чинов и приведения тамошних госпиталей в надлежащее устройство, а затем в декабре того же года с тою же целью в Вильно и далее, до главной квартиры армии, находившейся тогда в прусских пределах, в городе Йоханнесбурге. 
За усердное исполнение этого поручения Ланской 30 августа 1814 года был награждён орденом Святой Анны 1-й степени. 20 сентября 1821 года генерал Ланской был назначен к присутствию в Правительствующем Сенате по Межевому департаменту с производством в тайные советники.  В 1830 году вышел в отставку.
Последние годы прожил в Санкт-Петербурге, где и умер 14 (26) января 1832 года от чахотки. Был похоронен на Волковом православном кладбище.

## Награды
Российской империи:
- Крест «За взятие Праги» (1794)
- Орден Святой Анны 2-й степени
- Орден Святой Анны 1-й степени (30 августа 1814)[2]
- Орден Святого Владимира 2-й степени
- Золотая шпага «За храбрость»

Иностранных государств:
- Орден Красного орла (1808, Королевство Пруссия)

## Семья
Жена — Александра Михайловна Ханыкова (1773—1842), сестра по матери А. Р. Томилова, коллекционера, любителя искусств. Дети:
- Алексей Павлович (06.09.1787[3]—16.03.1855), крещён 14 сентября 1787 года в Преображенском соборе при восприемстве Н. А. Татищева и княгини Т. В. Мещерской; участник войны четвёртой коалиции и Отечественной войны. В сражениях осенью 1812 года под ним было убито три лошади. Умер в чине генерал-майора.
- Анна Павловна (16.02.1790[4]— ?), крещена 24 февраля 1790 года в Преображенском соборе при восприемстве княгини Т. В. Мещерской.
- Иван Павлович (1791—после 1837)
- Михаил Павлович (1792—1834), участник войны четвёртой коалиции и Отечественной войны. Служил в Саратове, в 1832 году командовал гусарской дивизией в Ковно. Помогал своему дяде Томилову собирать коллекцию художественных произведений.

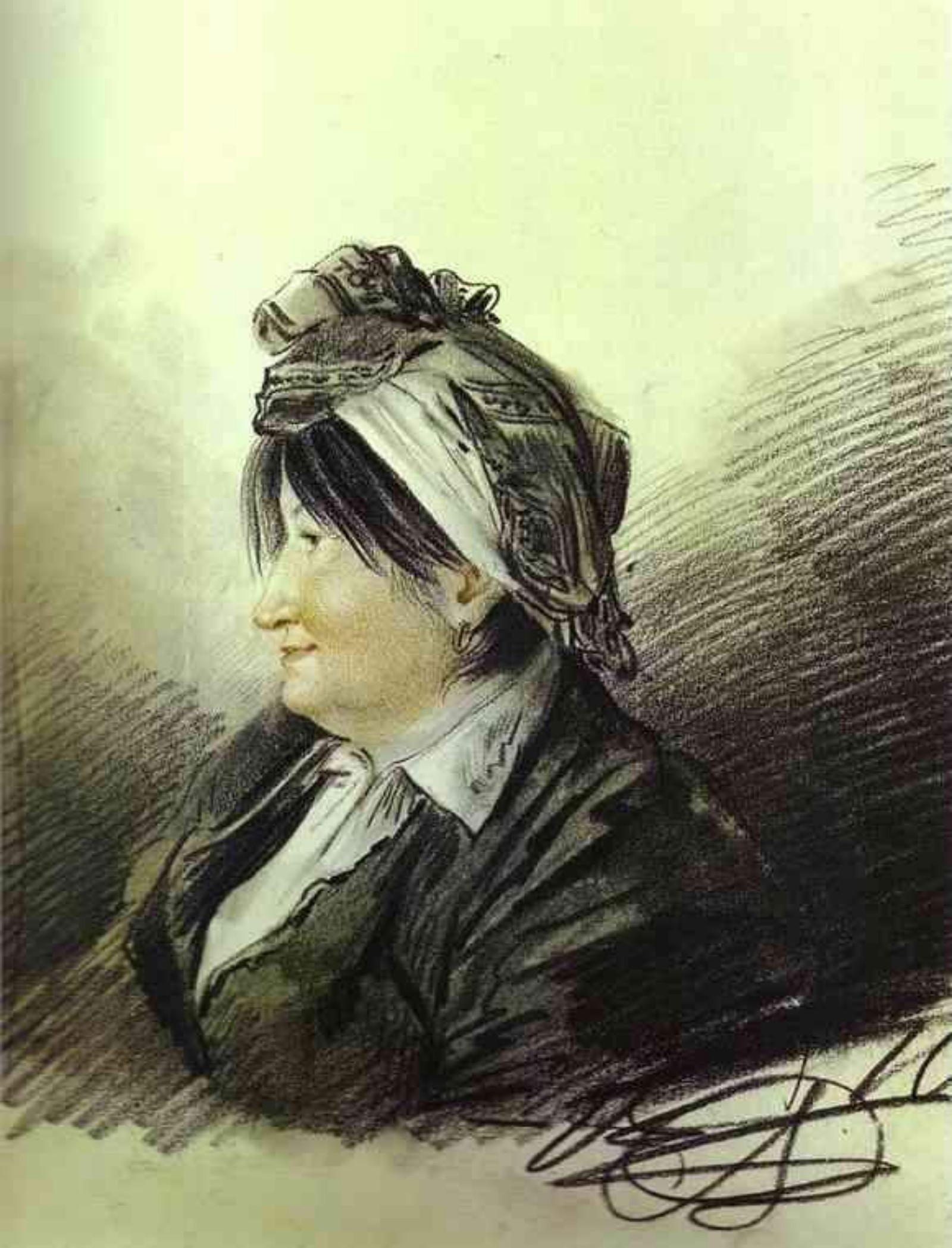
Александра Михайловна
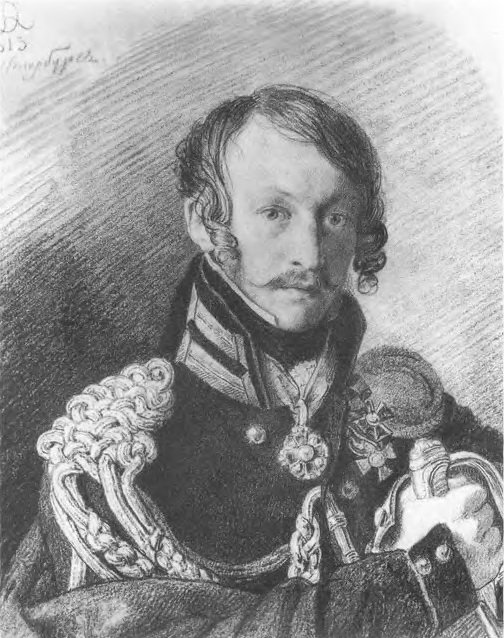
Алексей Павлович
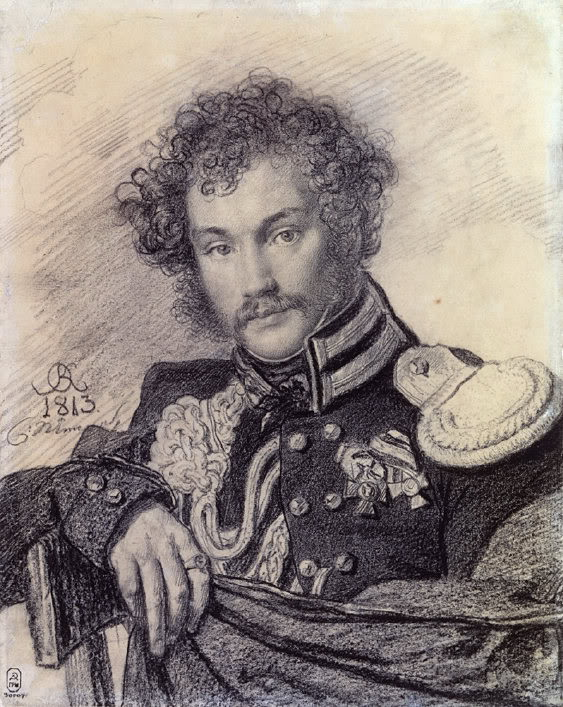
Михаил Павлович